# Hans Zhang
Hans Zhang (chino simplificado: 张翰, chino tradicional: 張翰, Pinyin: Zhāng Hàn; (n. Heilongjiang, 6 de octubre de 1984)), es un actor, cantante y modelo chino.

## Biografía
En 2007 se graduó de la "Academia Central de Artes Escénicas" (en inglés: "Central Drama Academy").
Habla con fluidez el inglés, mandarín y coreano.
A mediados de agosto de 2013 se reveló que estaba saliendo con la actriz Zheng Shuang, sin embargo la relación terminó a mediados de 2014 después de cinco años.
En agosto del 2015 se confirmó que mantenía una relación con la actriz Gulnazar, sin embargo en octubre del 2017 anunciaron que habían terminado.

## Carrera
Desde el 2014 es el CEO de su propia agencia "Zhang Han Studio", donde también forma parte. Previamente formó parte de la agencia "EE-Media" del 2009 al 2014.
El 8 de agosto del 2009 se unió al elenco principal de la serie Meteor Shower (一起来看流星雨) donde dio vida a Murong Yunhai, hasta el final de la serie el 30 de agosto del 2010.
El 7 de enero del 2011 se unió al elenco principal de la serie Fall in Love (一不小心爱上你) donde interpretó a Qin Lang, hasta el final de la serie el 30 de enero del mismo año.
En el 2012 apareció en la serie Secret History of Princess Taiping (太平公主秘史) donde dio vida a Li Longji, quien más tarde se convertiría en el Emperador Xuanzong de Tang.
El 14 de octubre del mismo año se unió al elenco de la serie The Queen of SOP donde interpretó a Tang Jun, el heredero de "Huang Hai Group", hasta el final de la serie el 20 de octubre del 2013.
El 14 de enero del 2013 se unió al elenco principal de la serie Heroes in Sui and Tang Dynasties (隋唐演义) donde interpretó a Luo Cheng, hasta el final de la serie el 6 de febrero del mismo año.
El 29 de junio del 2014 se unió al elenco principal de la primera temporada de la serie A Different Kind of Pretty Man (不一样的美男子) donde dio vida a Yuan Shugao, un joven que tiene el poder de manejar la electromagnética, hasta el final de la temporada el 31 de agosto del 2014.
El 8 de julio del mismo año se unió al elenco principal de la serie Boss & Me (杉衫来了) donde interpretó a Feng Teng, el frío presidente de una compañía, que termina enamorándose de su asistente Xue Shan Shan (Zhao Liying), hasta el 22 de julio del mismo año.
El 17 de marzo del 2015 se unió al elenco de la serie The Four (少年四大名捕) donde interpretó a	Leng "Cold Blood" Xue, el príncipe de la tribu Lobo y un hábil espadachí. Aunque es frío y silencioso debido a su doloroso pasado es miembro del grupo conocido como "The Four", quienes utilizan su experiencia para reducir la corrupción y establecer la justicia, hasta el 23 de junio del 2015.
El 20 de marzo del 2016 se unió al elenco principal de la serie The Classic of Mountains and Seas (山海经之赤影传说) donde dio vida a Chi Yu y Xin Yuehu, hasta el final de la serie el 3 de mayo del mismo año.
El 30 de abril del 2018 se unió al elenco principal de la serie Here to Heart (温暖的弦) donde interpretó a Zhan Nanxuan, el CEO de la Compañía Qianyu, hasta el final de la serie el 26 de mayo del mismo año.
Ese mismo año filmó la serie Braveness of the Ming (锦衣夜行) donde dio vida a Xie Yufei, un hombre que después de ser testigo de la brutalidad del Jinyiwei (el ejército imperial-policía secreta que sirvió a los emperadores de la dinastía Ming en China), decide ponerse de pie por la gente común.
En el 2020 se unirá al elenco principal de la serie One Boat One World (海洋之城) donde interpretará a Guan Dingkai.
Ese mismo año se uniría al elenco principal de la serie If You're Well It's A Fine Day donde dará vida a Tang Mingxuan, un CEO y pionero en la industria de la moda china.
Así como al elenco principal de la serie The Rhapsody of a Summer Dream (夏梦狂诗曲) donde interpretará a Xia Chengsi, el heredero de "Summer Group", un joven con un gran talento en cifras y en el mercado bursátil.

## Filmografía

### Series de televisión
| Año             | Título                                                                  | Personaje          | Notas        |
| --------------- | ----------------------------------------------------------------------- | ------------------ | ------------ |
| 2020 - presente | Sunshine of my life / If You're Well It's A Fine Day (若你安好便是晴天) | Tang Mingxuan      |              |
| 2020 - presente | Farewell to Arms (烽烟尽处)                                             | Zhang Songling     |              |
| 2020 - presente | One Boat One World (海洋之城)                                           | Guan Dingkai       |              |
| 2020 - presente | Saker Falco (猎隼)                                                      | Song Wenbo         |              |
| 2020 - presente | The Rhapsody of a Summer Dream (夏梦狂诗曲)                             | Xia Chengsi        |              |
| 2018            | Braveness of the Ming (锦衣夜行)                                        | Xie Yufei          |              |
| 2018            | If Paris Downcast (如果巴黎不快乐)                                      | Tong Zhuoyao       | 48 episodios |
| 2018            | Here to Heart (温暖的弦)                                                | Zhan Nanxuan       | 46 episodios |
| 2017            | The Legendary Tycoon (传奇大亨)                                         | Gu Yanmei          | 42 episodios |
| 2016            | Ten Deadly Sins (十宗罪)                                                | Hua Long           | web-serie    |
| 2016            | The Classic of Mountains and Seas (山海经之赤影传说)                    | Chi Yu / Xin Yuehu | 42 episodios |
| 2015            | The Four (少年四大名捕)                                                 | Leng Xue           | 48 episodios |
| 2014            | Boss & Me (杉衫来了)                                                    | Feng Teng          | 33 episodios |
| 2014            | A Different Kind of Pretty Man (不一样的美男子)                         | Yuan Shugao        | 20 episodios |
| 2013            | The Queen of SOP 2 (胜女的代价2)                                        | Hua Tianqi         | 22 episodios |
| 2013            | The Colors of Youth (等待绽放)                                          | Liu Yiming         |              |
| 2013            | Heroes in Sui and Tang Dynasties (隋唐演义)                             | Luo Cheng          | 62 episodios |
| 2012            | Fairytale (童话二分之一)                                                | Fan Yun            | (cameo)      |
| 2012            | The Queen of SOP (胜女的代价)                                           | Tang Jun / Tom     | 30 episodios |
| 2012            | Secret History of Princess Taiping (太平公主秘史)                       | Li Longji          | 45 episodios |
| 2011            | The Han Triumph (大风歌)                                                | Zhang Shizhi       |              |
| 2011            | Phoenix Totem (凰图腾)                                                  | Duan Feihong       |              |
| 2011            | Fall in Love (一不小心爱上你)                                           | Qin Lang           | 30 episodios |
| 2009 - 2010     | Meteor Shower (一起来看流星雨)                                          | Murong Yunhai      | 72 episodios |
| 2008            | Yang Jiao (仰角)                                                        | Tong Zi Xue        |              |

### Películas
| Año  | Título                   | Personaje         | Notas                                                              |
| ---- | ------------------------ | ----------------- | ------------------------------------------------------------------ |
| 2019 | Built By Design          | -                 | junto a Nick Cheung y Cheung Siu-fai                               |
| 2019 | The Three-Body Problem   | Pan Han           | junto a Feng Shaofeng, Zhang Jingchu, Tiffany Tang y David Woodley |
| 2017 | Eternal Wave             | Liang Dong        | junto a Zhao Liying, Aaron Kwok y Zhu Yilong                       |
| 2017 | Wolf Warriors 2          | Zhuo Yifan        |                                                                    |
| 2016 | The Rise of a Tomboy     | Ye Siyi           | junto a Zhao Liying, Jung Il-woo, Kimmy Tong y Yang Di             |
| 2015 | Youth Never Returns      | Wang Jinhui       |                                                                    |
| 2015 | Chang Chen Ghost Stories | Zhong Yu          |                                                                    |
| 2015 | An Inspector Calls       | Qi Shijing        |                                                                    |
| 2013 | Night Cry                | A Han             |                                                                    |
| 2011 | No Limit                 | Wu Jixian         | junto a Zheng Shuang, Xing Yu y Melrose Hu                         |
| 2010 | Hearty Paws 2            | Zhao Ming         |                                                                    |
| 2008 | Kung Fu Hip Hop          | Presentador Ha-ha |                                                                    |
| 2008 | Turbulent Times          | Wang Xiaobing     |                                                                    |

### Programas de variedades
| Año                  | Título                      | Notas                   |
| -------------------- | --------------------------- | ----------------------- |
| 2021 - presente      | 五十公里桃花坞              | miembro                 |
| 2009-2011, 2013-2020 | Happy Camp                  | 16 episodios - invitado |
| 2020                 | Heart Signal S3             | panelista               |
| 2020                 | Keep Running                | invitado                |
| 2020                 | Choose Your Own Scenario    |                         |
| 2019                 | The Inn 3                   | miembro                 |
| 2018                 | The Brave World             | 12 episodios - miembro  |
| 2014                 | Divas Hit the Road Season 1 | 8 episodios - miembro   |

### Productor
| Año  | Título                     | Notas               |
| ---- | -------------------------- | ------------------- |
| 2020 | Rhapsody of A Summer Dream | serie de televisión |
| 2017 | The Legendary Tycoon       | serie de televisión |

### Presentador
| Año  | Título                      | Notas                         |
| ---- | --------------------------- | ----------------------------- |
| 2014 | Divas Hit the Road Season 1 |                               |
| 2011 | Great Sunday                | junto a Peer Zhu y Vision Wei |

### Anuncios
| Año  | Título | Notas |
| ---- | ------ | ----- |
| 2020 | Hublot |       |

### Revistas / sesiones fotográficas
| Año  | Título               | Notas                |
| ---- | -------------------- | -------------------- |
| 2019 | Lifestyle Magazine   | (publicación #2295)  |
| 2018 | Cosmo Bride Magazine | junto a Janine Chang |

### Eventos
| Año  | Título                               | Notas                       |
| ---- | ------------------------------------ | --------------------------- |
| 2020 | CCTV Chinese New Year Gala Programme |                             |
| 2019 | 2019-2020 New Year’s Countdown Gala  | (Hunan TV New Year Concert) |
| 2019 | Lancôme Event                        | en Yunnan                   |
| 2019 | I Love You China                     |                             |

## Discografía

### Sencillos
| Año  | Canción                                         | Álbum                                      | Notas                                       |
| ---- | ----------------------------------------------- | ------------------------------------------ | ------------------------------------------- |
| 2018 | "Without You" (如果没有你)                      | OST de "Here to Heart"                     |                                             |
| 2015 | "Don't Ask" (莫问)                              | OST de "The Classic of Mountains and Seas" |                                             |
| 2015 | "Get Lost Song" (滚蛋歌)                        | OST de "Youth Never Returns"               |                                             |
| 2015 | "Racing With Time" (和时间赛跑)                 | OST de "Gorgeous Workers"                  |                                             |
| 2015 | "Hero in the Wind" (风中英雄)                   | OST de "The Four"                          |                                             |
| 2014 | "The Wind's Promise" (风之诺言)                 | OST de "Boss & Me"                         |                                             |
| 2013 | "An Angel's Tears" (天使之泪)                   | OST de "The Queen of SOP 2"                |                                             |
| 2012 | "Be The Friend That Loves You" (做最爱你的朋友) | OST de "The Queen of SOP"                  |                                             |
| 2011 | "Extreme Love" (极限爱恋)                       | OST de "No Limit"                          | junto a Zheng Shuang                        |
| 2011 | "A Sweet Risk" (甜蜜的冒险)                     | -                                          |                                             |
| 2011 | "Glee Sunday"                                   | -                                          | junto a Vision Wei y Zhu Zixiao             |
| 2011 | "Great Sunday" (给力星期天)                     | -                                          | junto a Vision Wei y Zhu Zixiao             |
| 2010 | "Accidentally Fall in Love" (一不小心爱上你)    | OST de "Fall in Love"                      | junto a Vivi Jiang                          |
| 2009 | "Let Me Sing For You" (让我为你唱首歌)          | OST de "Meteor Shower"                     |                                             |
| 2009 | "Stars' Language" (星空物语)                    | OST de "Meteor Shower"                     | junto a Yu Haoming, Vision Wei y Zhu Zixiao |
| 2009 | "Picking Up Memories" (拾忆)                    | OST de "Meteor Shower"                     | junto a Yu Haoming, Vision Wei y Zhu Zixiao |

## Premios y nominaciones
| Año  | Categoría                                     | Premio                                   | Series / Película                | Resultado |
| ---- | --------------------------------------------- | ---------------------------------------- | -------------------------------- | --------- |
| 2017 | Best Supporting Actor                         | 1st Marianas International Film Festival | Wolf Warrior 2                   | Ganó      |
| 2015 | Asian Star Award                              | 10th Seoul International Drama Award     | Boss & Me                        | Ganó      |
| 2015 | Favorite TV Actor                             | iQIYI Festiva                            | -                                | Ganó      |
| 2014 | Most Popular Actor on Weibo                   | Sina Web Festival                        | -                                | Ganó      |
| 2013 | Most Popular Actor                            | 19th Shanghai Television Festival        | Heroes in Sui and Tang Dynasties | Ganó      |
| 2013 | Most Influencial TV Actor                     | Entertainment Live Rankings              | -                                | Ganó      |
| 2013 | Favorite Screen Couple (junto a Zheng Shuang) | Asian Idol Award                         | Meteor Shower                    | Nominados |
| 2013 | Sweet Screen Couple (junto a Zheng Shuang)    | TV Drama Award                           | Meteor Shower                    | Nominados |
| 2012 | Most Popular Actor                            | Asian Idol Award                         | -                                | Ganó      |
| 2012 | Best Stylish Star                             | Hua Ding Asian Star List                 | -                                | Ganó      |
| 2010 | Favorite Screen Couple (junto a Zheng Shuang) | TV Drama Award                           | Meteor Shower                    | Nominados |
| 2010 | Best Screen Couple (junto a Zheng Shuang)     | Sohu Internet TV Festival - Autumn       | Meteor Shower                    | Ganaron   |
| 2010 | Best New Actor                                | Sohu Internet TV Festival - Autumn       | Meteor Shower                    | Ganó      |
| 2009 | Favorite Actor                                | Sohu TV Drama Season Review              | -                                | Ganó      |
| 2009 | Best New Singer                               | New Artist Award                         | -                                | Ganó      |
| 2009 | Promising Actor                               | Sina Web Festival                        | -                                | Ganó      |